# Mogli e concubine
Mogli e concubine (in Cinese semplificato 妻妾成群) è un romanzo di Su Tong, pubblicato nel 1990, la cui protagonista è una giovane donna sottomessa dal sistema del concubinato in Cina negli anni '30. Da esso fu tratto il film Lanterne rosse diretto nel 1991 da Zhāng Yìmóu.;

## Trama
Songlian sta frequentando l'università quando l'attività di commercio del tè di suo padre fallisce. Sceglie di diventare una concubina della famiglia Chen per evitare di dover lavorare; ma non si adatta alla convivenza con le altre tre mogli del signore. Songlian si innamora di Feipu, figlio maggiore di Chen, quando quest'ultimo vuole avere sempre di più le sue attenzioni.
Mentre Songlian sta festeggiando il suo ventesimo compleanno, decide di dichiararsi a Feipu, che vorrebbe corrisponderla, ma ha paura delle ritorsioni del padre.